# Hedwig Anneler
Hedwig Anneler (* 5. Februar 1888 in Thun; † 8. Mai 1969 in Givrins, Kanton Waadt) war eine Schweizer Ethnologin und Schriftstellerin. Sie war verheiratet mit Léonard Jenni.

## Leben
Hedwig Annelers Vater war Franz Ludwig Anneler (* 1847). Dieser war Buchdrucker und Fabrikant von Buchdruckwalzen. Ihre Mutter war Marie Anneler, geborene Beck aus Neuhausen. Hedwig wuchs mit drei Geschwistern auf. Sie studierte Geschichte an der Universität Bern und schloss dieses Studium 1912 mit der Promotion zum Doktor der Philosophie ab. In den folgenden Jahren beschäftigte sie sich mit intensiven volkskundlichen Studien zum Lötschental, die die Grundlage ihres Werkes Lötschen bilden. Daneben veröffentlichte sie belletristische Arbeiten, die teilweise vom Expressionismus beeinflusst sind. Bereits während der 1930er Jahre setzte Anneler sich für eine Lockerung der restriktiven Schweizer Asylpraxis ein. Ihr bedeutendstes literarisches Werk, der Roman Blanche Gamond, schildert die Schicksale von Opfern der Hugenottenverfolgung und -vertreibung im 17. Jahrhundert. Bereits zur Zeit ihres Todes war die Autorin weitgehend in Vergessenheit geraten.

## Werke
- Zur Geschichte der Juden von Elephantine, Bern 1912
- Quatember in Lötschen, Bern 1916
- Lötschen, Bern 1917 (zusammen mit Karl Anneler)
- Kleines Lötschenbuch, Bern 1923
- Aletschduft, Basel 1925
- Der Glücksbogen, Bern 1925
- Blanche Gamond, Zürich 1940